# Bam Thwok
是美国另类摇滚乐队小妖精2004年6月15日通过iTunes Store独家发行的下载专享单曲，也是乐队在1991年的《愚弄世界》后录制的第一首歌曲，词曲均由贝斯手奇姆·迪尔创作并主唱。歌曲一经发行便获得商业成功，首周即在英国下载榜登顶。
起初是为电影《史瑞克2》创作，但最终未能入选配乐曲目。歌词体现小妖精乐队经常采用的超现实主义和另类风格，迪尔从丢弃在纽约街头的儿童美术书汲取创作灵感。歌曲的主要主题是“向所有人表示善意”。

## 背景
小妖精乐队成员曾于1993年因激烈冲突分道扬镳，2004年重聚后，众人希望录制新歌“打破坚冰”。乐队公布重聚世界巡回演唱会日程后，梦工厂与乐队经理肯·高斯（Ken Goes）联系，询问小妖精是否愿意为电影《史瑞克2》创作片头曲。乐队接受建议，主唱布莱克·弗朗西斯（Black Francis）与奇姆·迪尔（Kim Deal）开始创作适合儿童的歌曲即兴重复段。
乐队选中迪尔的曲段，因为听起来“更容易流行，更适合儿童”，弗朗西斯同意把歌曲交给迪尔创作并主唱，更重要的是，弗朗西斯自愿在录制时加入和声歌手。小妖精乐队曾于1990和1991年分别推出录音室专辑《巴萨诺瓦》与《愚弄世界》（Trompe le Monde），当时身为乐队首席词曲作家的弗朗西斯拒绝让迪尔参与任何歌曲创作或主唱，成为1993年乐队分裂的重要原因。此时弗朗西斯主动示意，旨在融洽各成员之间的关系。两人的关系似乎已经缓和，弗朗西斯一度在接受采访时开玩笑称，如果乐队出新专辑，他会尽可能删减迪尔创作的部分。，但他也称赞是非常优秀的歌曲。事实证明这只是暂时的缓和，迪尔最终还是在新专辑《独立辛迪》（Indie Cindy）面世前于2013年6月离开小妖精乐队。

## 录制和发行
与夫人组建马提尼乐队（The Martinis）后，小妖精乐队首席吉他手乔伊·圣地亚哥在家中设立家用录音室。经过安排，小妖精乐队在此排练。经过少许改进，歌曲先经梦工厂赞助录制演示版本，接下来乐队赶赴洛杉矶斯塔格街录音室（Stagg Street Studios），与音频工程师、音乐制作人本·孟弗里（Ben Mumphrey）合作录制歌曲。弗朗西斯事后透露，录制过程“十分放松，很适合打破坚冰”，还称“感觉根本不像已经过去12年”。2004年3月下旬，孟弗里在声音城市录音室（Sound City Studios）为歌曲混音。
2004年6月15日午夜，在iTunes Store独家发布，这主要是因为小妖精乐队此时尚未同主要唱片公司签约，乐队分裂前的唱片是由和埃莱克特拉唱片（Elektra Records）发行。发行时，乐队管理没有说明今后的歌曲是否也会由独家发布。此外，梦工厂最终没有把列入《史瑞克2》的配乐曲目。

## 歌词和旋律

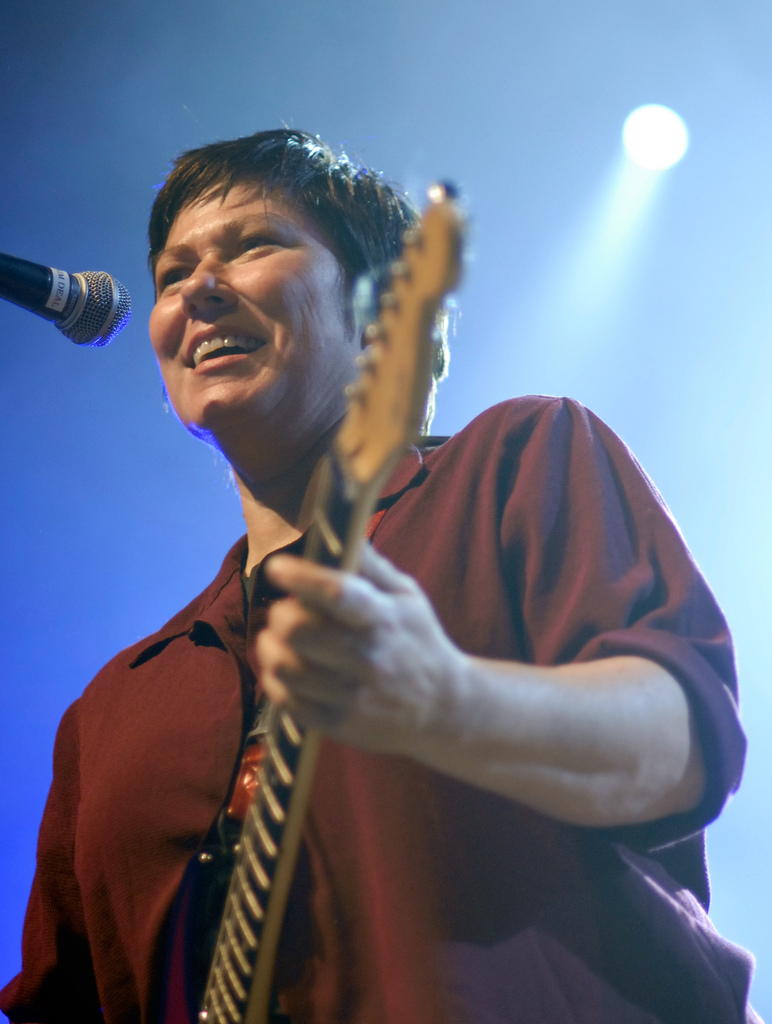
除〈Bam Thwok〉外，贝斯手奇姆·迪尔（图）创作词曲的歌曲很少

据迪尔透露，的主题是“爱每个人，向所有人表示善意”。歌词同小妖精乐队的大部分作品一样呈超现实主义和另类风格。20世纪90年代末在纽约演出期间，迪尔曾在街头看到丢弃的儿童美术读物，歌名和创作灵感都由此而来。据迪尔所言，从上面的文字就能看出那肯定是小孩的书，他在上面写出短文，也就一段话，讲述另一个宇宙中的聚会，人与怪物欢聚一堂，这就是歌词的灵感来源。
歌曲围绕四拍吉他旋律编排，自始至终与主和弦融合。首先以器乐开场，圣地亚哥表演短暂的吉他独奏。所有吉他和贝斯均在歌曲第一段结束前停止，直到合唱时才恢复弹奏，全过程还会重复几次。歌曲表演到大约一半时响起持续约15秒的“旋转木马式”风琴独奏，这段声音实际上是“很多年前”圣地亚哥的岳父在菲律宾传教期间表演并录制。

## 反响
一经发行就在早期英国下载榜登顶，但也有观点认为，歌曲只在发行，而且发行时下载榜的调查周期已经过去一半，在这样的情况下仍能登顶，要么是调查过程中存在某种问题，要么就是所有用户都是小妖精乐队的忠实粉丝。根据苹果公司发布的新闻稿，小妖精乐队经理肯·高斯称，这是乐队13年来发布的第一首歌，通过在iTunes独家发行，美国和欧洲数以百万计的粉丝只需低廉的价格就能迅速获得。发行一周后，用户的热情已令我们非常惊喜，成为四个国家最热销的歌曲。
英国广播公司音乐部门的汉娜·哈珀（Hannah Harper）认为，还算不上小妖精乐队最出色的作品。乐队成员觉得歌曲风格与过去相比有所不同，鼓手大卫·洛夫林就称觉得歌曲“很不像我们（的风格）。这是小妖精乐队的歌，但偏偏又不像小妖精乐队的歌”。